# デスパレート 愛されてた記憶
『デスパレート 愛されてた記憶』（ですぱれーと あいされてたきおく、原題: 玉観音）は、2003年公開の香港・中国合作映画。中国で圧倒的人気を誇る作家・海岩 （ハイ・イエン）の同名小説を香港の監督・アン・ホイが映像化した。

## 概要
雲南省の麻薬密売地域を主な舞台に、1人の女の過去を描く。若い男女が運命的な出会いをするラブロマンス、麻薬組織と警察との闘い（アクション）を盛り込みながら、根底に仏教観を反映した作品となっている。
原題の『玉観音』とは、玉 （ぎょく）で作られた観音像。劇中、ヒロインは玉観音のペンダントを身に付けている。
中国では2002年にテレビドラマ版が作られ大ヒットとした。

## キャスト
| 役名                            | 俳優               | 日本語吹替 |
| ------------------------------- | ------------------ | ---------- |
| 安心 （アン・シン）             | ヴィッキー・チャオ | 日野由利加 |
| 毛杰 （マオ・ジェ）             | ニコラス・ツェー   | 竹若拓磨   |
| 楊瑞 （ヤン・ルイ）             | リウ・ユンロン     | 宮内敦士   |
| 潘 （ハン）隊長                 | スン・ハイイン     | 仲野裕     |
| 張鉄軍 （ジャン・ティエチュン） | チェン・ジェンビン |            |
| 女社長                          | ニュウ・リー       |            |

## 受賞歴
- ヴェローナ国際映画祭：観客賞
- 第5回華語電影傳媒大賞：最も歓迎された女優賞
- 第10回中国映画表演芸術学会金金鳳凰賞：女優賞